# Manirampur Upazila
Manirampur Upazila är ett underdistrikt i Bangladesh. Det ligger i den sydvästra delen av landet, 140 km sydväst om huvudstaden Dhaka.
Trakten runt Manirampur Upazila består till största delen av jordbruksmark. Runt Manirampur Upazila är det mycket tätbefolkat, med 1 266 invånare per kvadratkilometer.